# Reklaw
La ville américaine de Reklaw est située dans les comtés de Cherokee et Rusk, dans l’État du Texas. Elle comptait 379 habitants lors du recensement de 2010.

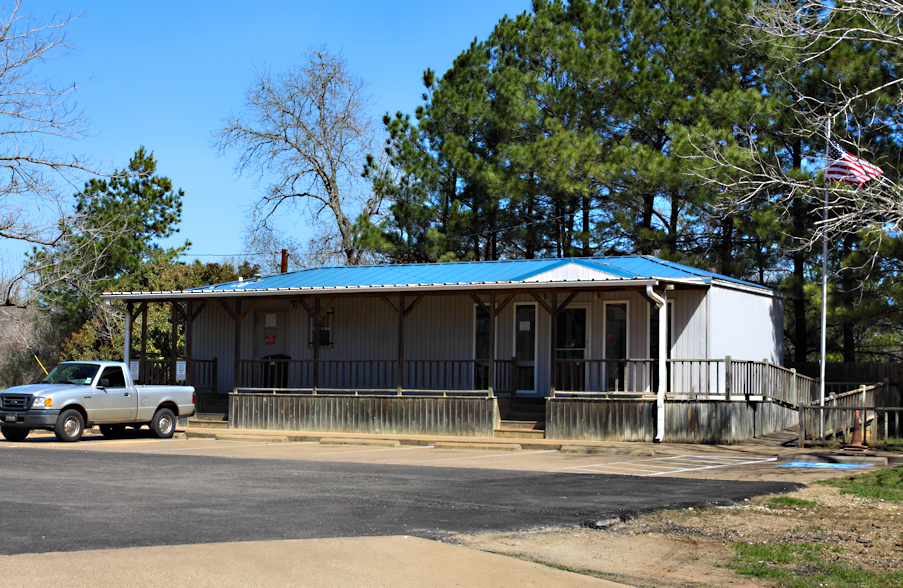
Le bureau de poste de Reklaw

## Source
- (en) Cet article est partiellement ou en totalité issu de l’article de Wikipédia en anglais intitulé « Reklaw, Texas » (voir la liste des auteurs).